# Russiske grænsetropper
Russiske grænsetropper (FSO, Federalnaya Sluzhba Okhrany) var i sovjettiden underlagt KGB som grænsevagter, og blev efter sovjetstyrets fald redesigneret som de føderale grænseenheder FPS (Federalnaya Pogranichnaya Sluzhba) under den russiske føderation som en selvstændig del af statsmagten.
I 1970'erne og 1980'erne havde en af grænsedivisionerne status som luftbåren division og blev brugt som forstærkningsdivision på grænsen til Kina. Da Sovjetunionen gik i opløsning blev 103. Luftbårne Division stillet under KGB kontrol for at øge sikkerheden ved grænserne.
I dag er grænsetroppernes specialstyrker inddelt i geografiske områder, der svarer til militærdistrikterne og enhederne har militær struktur og uddannelse. Enheder på regiments-, bataljons- og kompagniniveau uddannes som feltenheder, hurtige udrykningsstyrker (luftmobile) (Desantno-Shturmovaya Manevrennaya Gruppa) i Moskva og Khorog med henblik på at løse opgaver inden for områderne rekognoscering og SWAT. Deres hovedopgave er at sikre grænserne og opstille detachementer af sikkerhedsvagter på de russiske ambassader, herunder ambassaden i København.
De stribede undertrøjer, der altid har været båret af de luftbårne styrker med blå striber og marineinfanteriet med sorte eller mørkeblå striber, er siden starten af 1990'erne blevet populære, grænsetroppernes specialstyrker har nu en grønstribet trøje (grøn er grænsetroppernes farve).
Desuden uddannes og opstilles den russiske præsidents personlige sikkerhedsstyrke (Prezidentskaya Sluzba Bezopasnosti), herunder præsidentens regiment (Prezidentskiy Polk) der er ansvarlig for sikkerheden i Kreml, præsidentens sikkerhed og sikkerheden i regeringsområder i Moskva.
Endelig uddannes og opstilles de særlige vagtstyrker, der er knyttet til de russiske ambassader (ligesom de specielle USMC-styrker der findes på de amerikanske ambassader), og som normalt optræder i civilt. I København er der formentlig 3-5 sådanne vagter.